# Homeomastax dentata
Homeomastax dentata är en insektsart som först beskrevs av Henri Saussure 1903.  Homeomastax dentata ingår i släktet Homeomastax och familjen Eumastacidae. Inga underarter finns listade i Catalogue of Life.